# Тарахкало, Олег Леонидович
Олег Леонидович Тарахкало (укр. Олег Леонідович Тарахкало, позывной — Шаман; 4 июня 1976, Красносёлка — 13 апреля 2022, Изюм) — украинский военнослужащий, капитан, участник российско-украинской войны. Герой Украины (29 сентября 2023, посмертно).

## Биография
Олег Тарахкало родился 4 июня 1976 года в селе Красносёлка Бершадского района Винницкой области. С юных лет проявлял стремление к знаниям, был отличником в школе и занимался гиревым спортом, достигнув уровня кандидата в мастера спорта.
С 1999 года на протяжении 15 лет служил в Киевской таможне, где занимал должность главного государственного инспектора отдела по борьбе с контрабандой наркотиков и оружия.
С началом российской агрессии в 2014 году вступил в ряды Вооружённых сил Украины. Осенью того же года командовал ротой на 32-м блокпосту в Луганской области. Несмотря на тяжёлые бои и полученное ранение, его подразделение сумело прорваться из окружения без потерь.
В 2022 году, несмотря на вторую группу инвалидности, вернулся на фронт и возглавил группу специального назначения. Погиб 13 апреля 2022 года вблизи Изюма Харьковской области во время выполнения боевого задания.
Церемония прощания состоялась 6 ноября 2022 года в родном селе Красносёлка, где он и был похоронен.

## Награды
- Звание «Герой Украины» с удостоением ордена «Золотая Звезда» (29 сентября 2023, посмертно) — за личное мужество и героизм, проявленные в защите государственного суверенитета и территориальной целостности Украины, верность военной присяге.
- Орден «За мужество» III степени (25 марта 2015) — за личное мужество и самоотверженные действия, проявленные в защите государственного суверенитета и территориальной целостности Украины, верность военной присяге.